# Vavoom: Ted the Mechanic
Vavoom: Ted the Mechanic («рёв гоночного двигателя: механик Тед», также Ted the Mechanic) — первая песня c альбома Purpendicular, первого студийного альбома группы Deep Purple с участием гитариста Стива Морса.
Песня начинается с гитарного проигрыша Стива Морса. Песня примечательна использованием Морсом искусственных флажолетов. Стив Морс так сказал о своей гитарной партии в начале этой песни: 

Это как в банджо, где большой палец и два пальца помещаются под струны и ты перебираешь их вверх таким образом, что они ударяют назад. А затем при помощи левой руки ты прижимаешь на нужной ноте для получения чистого тона и затем поднимаешь так, чтобы получить приглушённый ударный звук. Таким образом банджо продолжает выдавать звуки типа «дидли дидли», триоли, а партию ты ведёшь нажатиями левой руки в нужное время. И в этом разница между нотой или акцентом, или когда акцента нет. Оригинальный текст (англ.)It’s like a banjo role, where the thumb and two fingers get underneath the strings and you’re plucking them upwards so that they slap back down. And then with the left hand you press down on the note to get a clear note and then lift up just enough to get a muffled percussive sound. So the banjo keeps going “deedly deedly,” the triplets, and the shape of the part is made by pushing down the left hand, or not. And that’s the difference between the note or an accent, or not having an accent.

Песня исполнялась в качестве первого номера на концертах группы во время тура в поддержку альбома, так что Морс может начать шоу, играя первые ноты нового альбома.
Вокалист Иэн Гиллан заявил, что текст основан на реальной истории из жизни человека, с которым он когда-то познакомился в пабе во время записи композиций для альбома The House of Blue Light. Слушая разговор этого человека с приятелем, Гиллан записал его на салфетках, которые он затем спрятал и забыл. Много лет спустя он нашёл их, и они стали основой для текста песни «Vavoom: Ted the Mechanic». Песня была важной частью тура Purpendicular. Она часто исполнялась и впоследствии.
На всех концертных альбомах, в которые вошла эта песня, она именуется «Ted the Mechanic»: Live at the Olympia '96 (1997), Total Abandon: Australia '99 (1999), Live at the Royal Albert Hall (2000), The Soundboard Series (2001), Live at the Rotterdam Ahoy (2002), Live at Montreux 1996 (2006)

## Участники записи
- Ian Gillan — вокал
- Steve Morse — электрогитара
- Roger Glover — бас-гитара
- Jon Lord — орган
- Ian Paice — ударные